# Maurice Lévy
Maurice Lévy (Ribeauvillé, 28 de fevereiro de 1838 — Paris, 30 de setembro de 1910) foi um matemático, físico e engenheiro francês e membro do Institut de France.

## Vida
Lévy nasceu em Ribeauvillé na Alsácia . Educado na École Polytechnique, onde foi aluno de Adhémar Jean Claude Barré de Saint-Venant, e na École Nationale des Ponts et Chaussées, tornou-se engenheiro em 1863. Durante a Guerra Franco-Prussiana (1870–1871), foi-lhe confiado pelo Governo da Defesa Nacional o controle de parte da artilharia. Durante a década seguinte ocupou vários cargos educacionais, tornando-se professor na École Centrale em 1875, membro da comissão de levantamento geodésico da França em 1879 e professor na Collège de France em 1885.

## Teoria da deformação total
Lévy mudou a suposição, "as direções das deformações principais coincidem com as das tensões principais", afirmada por Saint-Venant, para "as direções dos incrementos das deformações principais coincidem com as das tensões principais" e essa também foi a primeira tentativa de usar uma regra de fluxo incremental.
Em 1888 Lévy inaugurou um sistema de tração de barcos por meio de cabos suspensos. Um sistema experimental foi instalado entre Joinville-le-Pont e Saint-Maurice; consistia em um cabo sem fim que era mantido em movimento por poderosas máquinas a vapor e ao qual os barcos eram presos e assim mantidos a uma velocidade de quatro quilômetros por hora. O sistema provou insatisfatório, no entanto.

## Obras
- Essai théorique et appliqué sur le mouvement des liquides, 1867
- Las statique graphique et ses applications aux constructions, 1874
- Sur les surfaces dont l'élément linéaire est homogène, 1878

Lévy também escreveu artigos sobre cinemática, mecânica, matemática física, geometria, etc., no "Comptes rendus de l'Académie des sciences ", no Journal de l'École Polytechnique e no Journal de Mathématiques Pures et Appliquées.
Lévy foi oficial da Legião de Honra e da instrução pública, e membro da Academia de Ciências e da Real Academia de Ciências de Roma.